# 케빈 킬너
케빈 킬너(Kevin Kilner, 1958년 5월 3일 ~ )는 미국의 텔레비전 배우, 영화배우이다.
볼티모어에서 태어났다.

## 영화
- 디 언어테인어블 스토리 (2017년)
- 트러스트 펀드 (2016년)
- 하드 셀 (2016년)
- 하우스 오브 카드 시즌2 (2014년) - 마이클 컨 역
- 파라노이아 (2013년) - 톰 룬드그렌 역
- 더 크레이그리스트 킬러 (2011년)
- 넥스트 스톱 머더 (2010년) - 퍼블릭 디펜더 심스 역
- 화이트 칼라 1 (2009년) - 에이전트 로 역
- 인형의 집 (2009년)
- 인 마이 슬립 (2009년)
- 커버업 (2008년)
- 줄리아 (2008년)
- 그릭 1 (2007년)
- 라이브! (2007년)
- 뉴 어드벤처 오브 올드 크리스틴 (2006년)
- 인사이드 (2006년)
- 쇼핑걸 (2005년)
- 레이징 헬렌 (2004년)
- 신데렐라 스토리 (2004년)
- 원 트리 힐 (2003년)
- 아메리칸 파이 2 (2001년)
- 브레이니액컴 (2000년) - 데이빗 테일러 역
- 스마트 하우스 (1999년)
- 첫사랑 (1998년)
- 나 홀로 집에 3 (1997년) - 잭 역
- 파이널 컨플릭트 (1997년)
- 더 스톤드 에이지 (1994년) - 오피서 딘 역
- 스피드 업 (1994년)
- 다니엘 스틸 - 사랑의 맥박 (1993년)
- 붉은 비밀 (1991년)
- 스위치 (1991년)
- 파라다이스 살인 (1990년)
- 낫츠 랜딩 (1979년)